# Castilblanco
Castilblanco es una localidad y municipio español situado en el suroeste de la península ibérica, en la provincia de Badajoz, comunidad autónoma de Extremadura. Se encuentra a una altitud de 501 m sobre el nivel del mar, al sur de los Montes de Toledo y entre los ríos Guadiana y Guadalupe, dentro de la comarca de Cijara. El municipio cuenta con una población de 844 habitantes (INE 2024), concentrándose la totalidad en un único núcleo de población con el título honorífico de villa. Pertenece al partido judicial de Herrera del Duque.
Castilblanco es el último lugar de paso en el Camino de Guadalupe de Levante, que une Guadalupe con Valencia.

## Toponimia

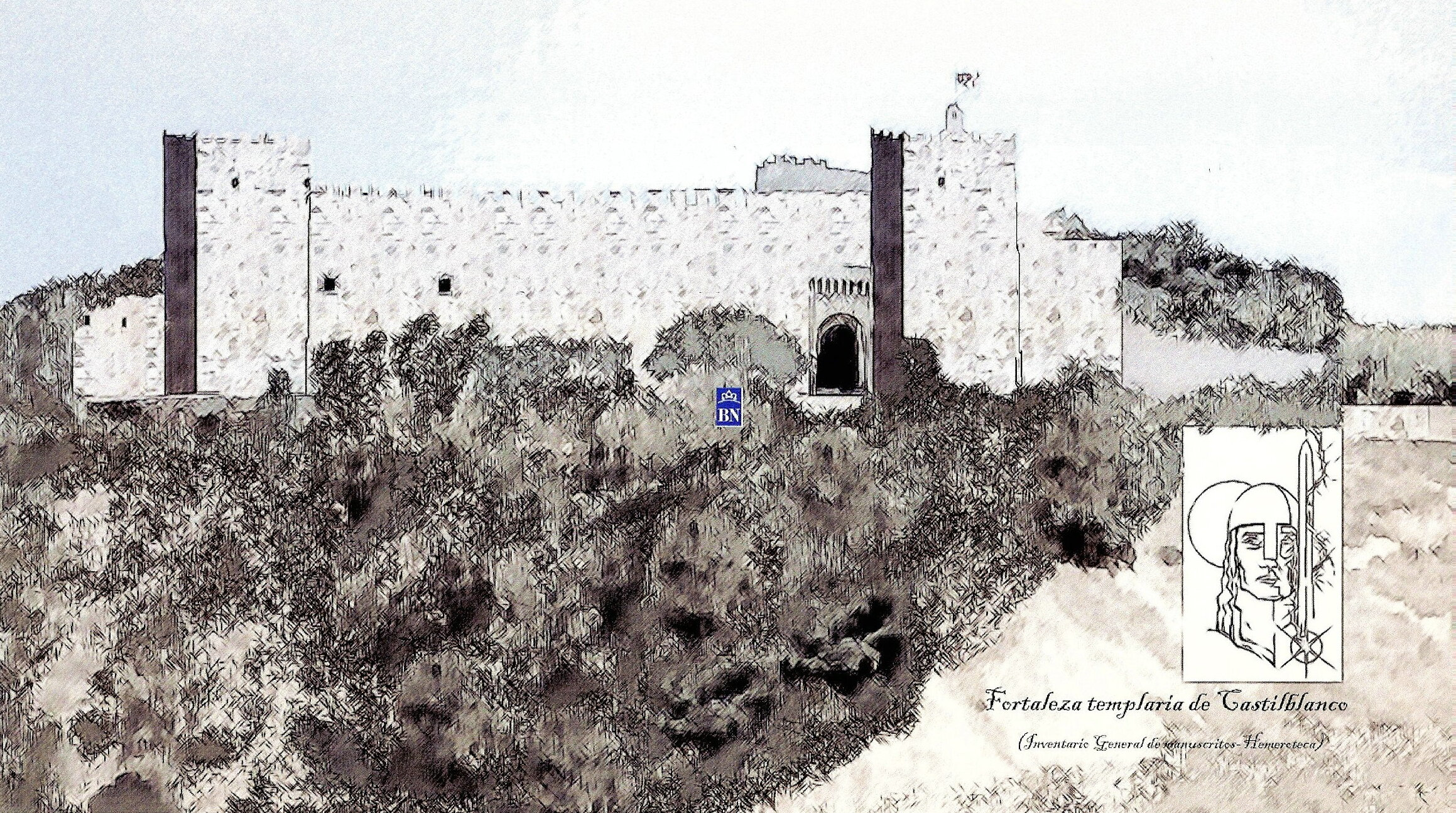
Grabado de la fortaleza original.

No existe consenso sobre el origen del nombre de Castilblanco, pero se sabe que está relacionado con la antigua existencia de un castillo donde hoy se encuentra la iglesia de San Cristóbal, construido bien por los árabes o por los cristianos a principios del siglo xii, durante la Reconquista. La posibilidad de haber sido construido por los cristianos parece concordar mejor con la denominación del municipio, así como con las investigaciones historiográficas recientes, aunque el origen árabe no está descartado.
Clasificado por multitud de historiadores como enclave templario, habría sido conocido como el «castillo blanco» o «castillo de los blancos» desde que éstos ocuparon el valle del río Guadalupe. El castillo que existía en el cerro y el color del hábito de estos caballeros habrían dado nombre a la población.

## Símbolos
El símbolo oficial de Castilblanco es su escudo de armas. En él se representan: un castillo, en recuerdo del origen de la localidad; una encina y un olivo, árboles predominantes en su término municipal; la declaración de villa por Carlos I, por la que Castilblanco consigue en 1554 soberanía propia; y una flor de jara, en recuerdo de la comarca toledana de La Jara, a la cual perteneció el municipio hasta su incorporación a la provincia de Badajoz tras la caída del Antiguo Régimen.
El escudo fue aprobado por una orden de la Junta de Extremadura en 1986, y se describe oficialmente así:

Escudo Cuartelado, trayendo: 1.ª, de gules, un castillo árabe de plata. 2.ª de plata, un olivo de sinople. 3.ª, también de plata, una encina de sinople. 4.ª, de azur, una cartela de plata con la leyenda "Declaración de Villa por Carlos I, año de 1554", en letras de sable. Sobre el todo una flor de jara. Al timbre, Corona Real cerrada.

## Geografía física

### Localización
Integrado en la comarca de Siberia Extremeña, que confronta con las provincias de Cáceres, Ciudad Real y Toledo, se sitúa a 201 km de la capital provincial. Erigido sobre un cerro situado al sur de la sierra de Guadalupe (parte de la cordillera de los Montes de Toledo) y entre los ríos Guadiana y Guadalupe, pertenece al partido judicial de Herrera del Duque.
El término municipal está atravesado por la carretera nacional N-502, entre los pK 204 y 221, y por carreteras locales que conectan con Alía y Valdecaballeros.
| Noroeste: Alía (Cáceres) | Norte: Alía (Cáceres)  | Noreste: Helechosa de los Montes |
| Oeste: Valdecaballeros   |                        | Este: Herrera del Duque          |
| Suroeste Valdecaballeros | Sur: Herrera del Duque | Sureste: Herrera del Duque       |

### Orografía
El área urbana se sitúa sobre un cerro que predomina sobre los terrenos circundantes, de menor altitud. La zona norte del término municipal está formada por un gran terreno de raña, socavado por estrechos valles de orientación norte-sur formados por los arroyos que nacen al norte de estas rañas y desembocan en los ríos Guadiana y Guadalupe. La parte este del municipio es la que presenta un relieve más irregular, mientras que el oeste y el sur están conformados en términos generales por terrenos con pendientes poco pronunciadas.
Ya en los límites del término municipal se localizan distintas sierras visibles desde el núcleo urbano y pertenecientes a la cadena montañosa de los Montes de Toledo que rodean el municipio por el norte, este y sur. Las sierras situadas al norte del municipio son las de mayor altitud, entre las que se destacan la sierra de Guadalupe, la sierra de Altamira y la sierra de las Villuercas. El territorio que se extiende al este del municipio es de carácter marcadamente irregular aunque de menor altitud donde destacan algunas sierras como Rinconada, Palomera y Umbría. El límite sur del municipio, donde confluyen el río Guadalupe y el Guadiana, también es un terreno montañoso delimitado por las sierras de las Barbas de Oro, Pastillos, Chimenea, Escorial, Villares y Golondrinos, todas de altitud similar a la del área este.
La altitud oscila entre los 662 m al noreste (pico Fraguas) y los 370 m a orillas del Guadiana en el embalse de García de Sola. El pueblo se alza a 501 m sobre el nivel del mar.

### Hidrografía

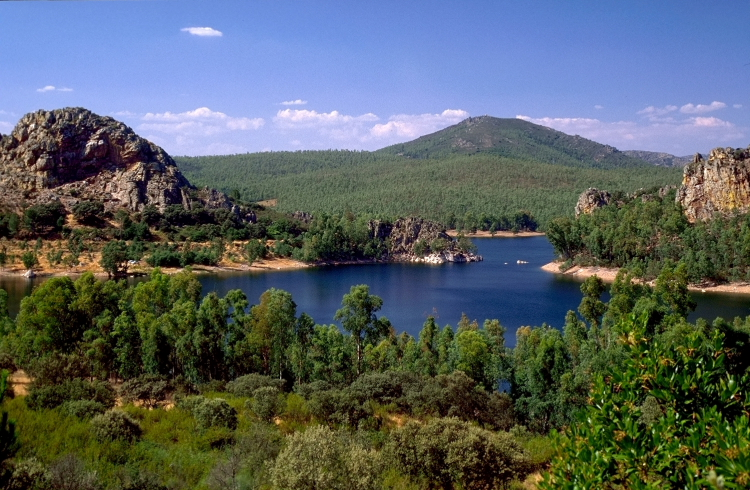
Embalse de García de Sola

La villa se localiza entre la margen derecha del río Guadiana y la margen izquierda del río Guadalupe, afluente del anterior. El caudal del Guadiana es muy grande a su paso por la zona debido a los embalses existentes. En la zona norte del término municipal se encuentra el embalse de Cíjara y en las zonas sur y sureste el embalse de García de Sola, contando este último con más de 20 km de costa.
En el terreno de rañas del norte del municipio nacen varios arroyos que recorren el término municipal de norte a sur desembocando bien en el río Guadalupe, los de orientación norte-suroeste, bien en el río Guadiana, los de orientación norte-sureste. Los más importantes de estos arroyos son los de Doña Mencía, Arramal y Santiago, afluentes del Guadalupe, y el Arroyo Grande y el de Canalija, afluentes del Guadiana.

### Clima
Según la clasificación de Köppen, Castilblanco presenta un clima templado de veranos secos y calurosos (Csa), pudiendo identificarse con el clima mediterráneo típico algo continentalizado que se manifiesta en una alta amplitud térmica. Las precipitaciones siguen, así mismo, un patrón muy parecido al del clima mediterráneo típico y están entre los 400 o 600 mm, con un máximo durante el otoño y la primavera. La menor influencia del mar, no obstante, hace que sea un clima más seco que el típico. La estación más seca es el verano. La lejanía al mar provoca una oscilación térmica elevada. En invierno se pueden alcanzar temperaturas inferiores a 0 °C, produciéndose heladas, mientras que los veranos son calurosos, superando con gran frecuencia los 30 °C y alcanzando esporádicamente los 40 °C en situaciones de olas de calor.

## Ecología

### Zonas protegidas
El entorno de los dos ríos entre los que se encuentra Castilblanco -el río Guadalupe y el río Guadiana- forman parte de la zona de especial protección para las aves y lugar de importancia comunitaria a nivel europeo Sierra de los Golondrinos-Puerto Peña, integrada en la Red Natura 2000. En la zona norte del municipio, el área en torno al embalse de Cíjara forma parte de la Reserva Regional de Cíjara.

## Geología
El término municipal de Castilblanco puede dividirse en dos zonas claramente diferenciadas en función del tipo de suelo. En la parte norte del municipio predominan los suelos de arcilla mientras en el sur es más abundante la pizarra.

## Historia

### Origen medieval

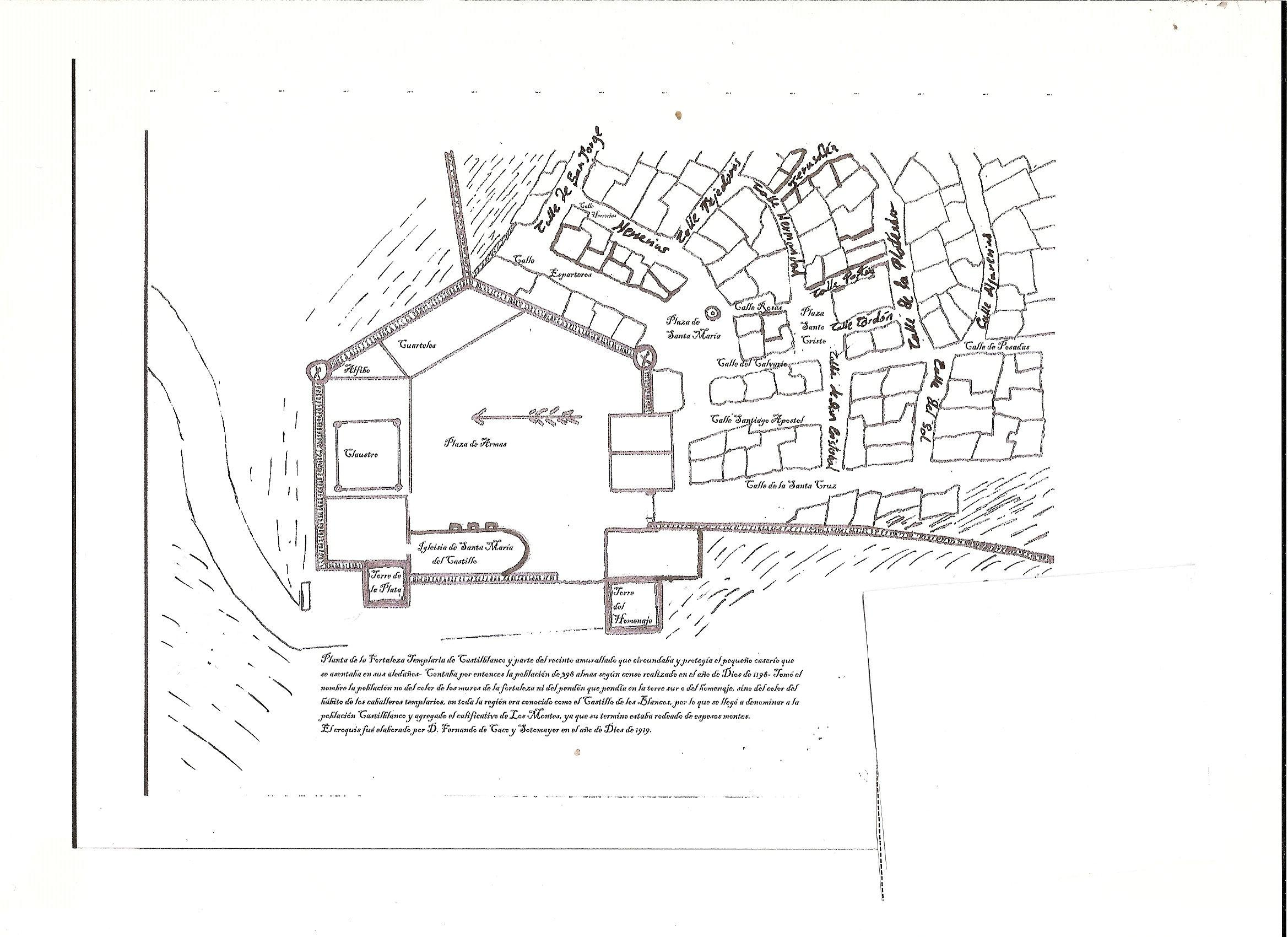
Planta de la fortaleza y parte del recinto amurallado en el

Su origen más remoto posiblemente fuera un castillo localizado en donde se encuentra la iglesia parroquial, construido, bien por los árabes o por los caballeros de Ávila, Trujillo o los Templarios, en la primera reconquista de Extremadura por Alfonso VII en los primeros años del siglo XII.
Los primeros datos históricos documentales son a partir de la donación que hace el rey Sancho IV, el día 15 de mayo de 1293, a Talavera de la Reina de tres dehesas, las cuales comprendían a la que posteriormente se denominó como Dehesa de los Guadalupes, por incluir los terrenos en torno al río Guadalupe, en cuyo territorio ya se encontraba el lugar de Halía (actual Alía) y se repoblaron los de Castilblanco y Valdecaballeros. La mayor parte de la repoblación se llevó a cabo entre los siglos XIII y XV con vecinos provenientes de Talavera. El señorío de los tres lugares perteneció a Talavera hasta que el rey Enrique II, el día 23 de junio de 1369, dona al arzobispo de Toledo, Gómez Manrique, la villa de Talavera con todas sus aldeas, incluido Castilblanco. En 1445 el rey Juan II entregó a Gutierre de Sotomayor el lugar de Gahete, después llamado Belalcázar. Tres años después, en 1448, Gutierre de Sotomayor logró incorporar Castilblanco al señorío de Belalcázar, junto con otros lugares hasta entonces propiedad del arzobispado de Toledo. Pero el arzobispado de Toledo recuperó rápidamente estos territorios: el 1 de abril de 1455 el entonces señor de Belalcázar, Alonso de Sotomayor, hijo de Gutierre, entregó de nuevo esos lugares a Talavera y, por tanto, al arzobispo de Toledo.

### Edad Moderna
Durante la primera mitad del siglo xvi, se tiene constancia de al menos dos habitantes de Castilblanco que participaron en la conquista y colonización de América: Valentín Castilblanco, que partió en septiembre de 1512, y Domingo García, en septiembre de 1539.
El aprovechamiento de la dehesa se llevaba a cabo con importantes limitaciones que motivaron numerosos y largos pleitos y concordias con los sucesivos propietarios de la Dehesa de los Guadalupes y de Castilblanco. El propio arzobispo de Toledo, Juan Martínez Silíceo, envió una carta al rey Carlos I, firmada el 23 de abril de 1554, pidiéndole la concesión del título de villa a Castilblanco y su independencia respecto de Talavera. El proceso para la obtención del título de villa fue largo. Dos meses después de la petición de Martínez Silíceo, en junio de 1554, se procedió a averiguar la población de Castilblanco, que se cuantificó en 296 vecinos (en torno a 1300 habitantes). Posteriormente la población pagó 1 434 800 maravedís. En enero de 1556 Castilblanco terminó de abonar el pago y recibió su título de villa. Para entonces Carlos I ya había abdicado en su hijo Felipe II y se había retirado al monasterio de Yuste.
Tres meses después de la concesión del título de villa, en abril de 1556, un vecino de Castilblanco, Antón Sánchez Bermejo, presentó el documento ante el corregidor de Talavera exigiendo su cumplimiento. El corregidor se mostró conforme y dispuesto a cumplir lo establecido en el título de villa. No obstante, durante los siguientes años Talavera intentó en repetidas ocasiones volver a hacerse con las villas incluidas en la Dehesa de los Guadalupes, entre ellas Castilblanco. En 1587 Talavera propuso al rey Felipe II la compra de las villas de Castilblanco, Valdecaballeros y Alía, pero estas realizaron a su vez una contraoferta de mayor cuantía para mantener su independencia. Se abrió entonces un proceso que duró siete años en el que se alternaban ofertas y contraofertas provenientes de ambas partes. Finalmente, en 1594, el rey aceptó la oferta de Talavera, con lo que esta pasó de nuevo a poseer las tres villas, aunque tardó poco en perderlas de nuevo. Pocos años después Felipe II las compró para posteriormente donarlas al recientemente construido Monasterio de El Escorial, el cual las poseyó desde el año 1608 hasta la desamortización del siglo xix. Desde la compra por Felipe II, los administradores de la dehesa de los Guadalupes, tanto los seglares bajo el mando del rey como los monjes jerónimos responsables del Monasterio de El Escorial, trasladaron su residencia desde Alía a Castilblanco.
Respecto al señorío de Castilblanco, que pertenecía al arzobispo de Toledo, el rey Felipe II se lo quita y vende, primero al banquero genovés Nicolò Grimaldi, príncipe de Salerno, y definitivamente a Pedro Ruiz de Aguayo, veinticuatro de la ciudad de Córdoba, el 8 de diciembre de 1584. Sus descendientes, en sus últimos dos siglos el marquesado de Cortes de Graena, lo poseyeron hasta el año 1811 en que se suprimieron los señoríos.

### Edad Contemporánea
A la caída del Antiguo Régimen la localidad se constituye en municipio constitucional en la región de Extremadura. Desde 1834 quedó integrado en el Partido judicial de Herrera del Duque. En el censo de 1842 contaba con 410 hogares y 1700 vecinos.
La actuación de los carlistas fue muy trágica en Castilblanco. El día 25 de mayo de 1837 se presentaron en el pueblo las partidas de Jara, Peco y Cuesta procedentes de Alía, que se dirigían hacia La Mancha, entablando una fuerte batalla contra los isabelinos que se habían hecho fuertes en la plaza del Ayuntamiento; al no poderlos desalojar, incendiaron dieciocho casas de la misma plaza, además de saquear a vecinos y asesinar a algunos.
El día de año nuevo de 1932, Castilblanco aparecía en todas las portadas de la prensa nacional (véase Sucesos de Castilblanco). En él habían tenido lugar acontecimientos excepcionalmente violentos, los más graves acaecidos hasta ese momento desde el inicio de la Segunda República Española. Con el fin de acabar con la represión que las fuerzas de la Guardia Civil ejercían sobre la clase obrera, se convocaron dos manifestaciones que tendrían lugar el 30 y 31 de diciembre de 1931, año de proclamación de la república. La manifestación del día 30 se desarrolló sin incidentes, de una manera pacífica. Pero, ya acabada casi la manifestación del día 31, el alcalde del municipio mandó disolverla por considerarla ilegal. Cuando los manifestantes llegaban a la Casa del Pueblo, lugar donde terminaba la manifestación, aparecieron cuatro integrantes del cuerpo de la Guardia Civil para disolverla. Debido a una disputa entre obreros y guardias civiles. Al intentar el comandante del Puesto, un cabo, parlamentar con los dirigentes para que cesaran pacíficamente esta manifestación, fue apuñalado por uno de los ciudadanos, y como una señal de ataque se lanzaron sobre los otros tres guardias civiles, acabando con su vida. Tan solo a uno de ellos le fue posible utilizar su fusil provocando un muerto entre los manifestantes.
El acontecimiento tuvo una gran repercusión a nivel nacional, llegando a ser discutido en el Congreso. En su momento pudieron escucharse distintas versiones de los hechos en función de las diversas concepciones políticas defendidas por unos u otros partidos, al igual que en la prensa de la época. Los acusados fueron culpados y condenados con la pena de muerte, para más tarde ser indultados.
Para Paul Preston en «Un pueblo traicionado: españa de 1874 a nuestros días. corrupción, incompetencia política y división social paul preston» (2019), el episodio fue provocado por la represión violenta de una manifestación pacífica convocada por la FNT en Castilblanco tras todo un invierno sin trabajo, la guardia civil mató a un manifestante y después los compañeros del muerto reaccionaron violentamente y mataron a los cuatro guardias civiles.

## Demografía
Castilblanco cuenta con una población de 844 habitantes (INE 2024).
| Gráfica de evolución demográfica de Castilblanco entre 1842 y 2021                                                    |
| |
| Población de derecho según los censos de población del INE. Población de hecho según los censos de población del INE. |

En la década de 1960 Castilblanco llegó a contar con más de 3000 habitantes. Hoy en día tiene una población aproximada de 1200 habitantes, perdiendo una media de 50 hab./año. Este decrecimiento es debido principalmente a la emigración de sus vecinos en busca de mayores oportunidades laborales en las grandes ciudades españolas. Como consecuencia de esta emigración de los más jóvenes, la población presenta una estructura notablemente envejecida, por encima de la media española. El 39,7 % de los habitantes de Castilblanco son mayores de 65 años, lo que hace difícil el recaudo de impuestos por parte de la administración local al perder un gran porcentaje de población activa, perdiendo así ingresos necesarios para el buen mantenimiento y progreso del pueblo. Por otra parte, solo el 14,3 % de la población es menor de edad, lo que tampoco augura un futuro próspero al municipio al no contar con una futura población activa amplia que lo sustente.
Con datos del año 2001, el 43 % de las viviendas del municipio son viviendas principales, mientras que más de la mitad, el 53 %, son viviendas secundarias. Esto sitúa a Castilblanco como uno de los municipios con mayor porcentaje de viviendas secundarias de la provincia de Badajoz, en la que solo ocho municipios superan el umbral del 50 %.
En cuanto al tamaño de los hogares, predominan los formados por una sola persona (42 %) y por dos personas (32 %). Los hogares de tres personas representan el 10 % del total y los hogares con cuatro personas representan el 11 %. Estos datos son coherentes con la forma de la pirámide de población de la villa, pues las personas mayores de 65 años suelen vivir en hogares de uno o dos miembros.
| 1857  | 1860  | 1877  | 1887  | 1897  | 1900  | 1910  | 1920  | 1930  |
| ----- | ----- | ----- | ----- | ----- | ----- | ----- | ----- | ----- |
| 2.023 | 1.822 | 1.979 | 2.209 | 2.271 | 2.288 | 2.615 | 2.537 | 3.101 |
| 1940  | 1950  | 1960  | 1970  | 1981  | 1991  | 1996  | 1998  | 1999  |
| 3.084 | 3.332 | 3.458 | 2.581 | 2.051 | 1.410 | 1.403 | 1.428 | 1.418 |
| 2000  | 2001  | 2002  | 2003  | 2004  | 2005  | 2006  | 2007  | 2008  |
| 1.385 | 1.357 | 1.293 | 1.233 | 1.200 | 1.146 | 1.110 | 1.133 | 1.160 |
| 2010  | 2012  | 2014  | 2016  | 2018  | 2020  | 2022  |       |       |
| 1.156 | 1.148 | 1.094 | 1.040 | 972   | 1915  | 864   |       |       |

### Religión
El catolicismo es la religión de la práctica totalidad de la población. En la villa existen siete cofradías o hermandades católicas: la hermandad de San Cristóbal y las cofradías del Santísimo Sacramento, Nuestro Padre Jesús Nazareno, Nuestra Señora de los Dolores, la de La Virgen del Castillo y la de San Matías.

## Política
El órgano de gobierno del municipio es el Ayuntamiento de Castilblanco, formado, según lo establecido en la legislación electoral española, por nueve concejales elegidos cada cuatro años por sufragio universal de todos los ciudadanos mayores de 18 años empadronados en el municipio. Al inicio de cada legislatura, los concejales nombran de entre ellos a quien va a ocupar el cargo de alcalde, quien preside y representa al Ayuntamiento. Corresponde al alcalde dirigir el gobierno y la administración municipal, siendo el pleno municipal, integrado por todos los concejales, el responsable del control y la fiscalización del trabajo del alcalde.
La actual corporación municipal se constituye tras las elecciones municipales de 2015. Se compone de seis concejales por la lista del PP- y tres concejales por el PSOE, siendo alcalde María Ángeles Merino Bermejo, por PP. Las elecciones municipales de 2015 dieron la victoria al PP, con un 61,23% de los votos. La corporación resultante de estas elecciones, conformada por seis concejales del PP y tres concejales del PSOE, se constituyó en el mes de junio de 2015, cuando se invistió a la líder popular, Mª Ángeles Merino, como alcaldesa del municipio.
En la siguiente tabla se muestran los votos, con el número de concejales entre paréntesis, desde las primeras elecciones municipales democráticas:
| Año  | Año | Populares          | Socialistas   | Izquierdistas   | Otros                    |
| ---- | --- | ------------------ | ------------- | --------------- | ------------------------ |
| 1979 |     | No participaron    | PSOE: 182 (2) | PCE: 142 (1)    | AE: 442 (4) UCD: 324 (4) |
| 1983 |     | AP-PDP-UL: 521 (4) | PSOE: 534 (4) | PCE: 207 (1)    | No hubo más candidaturas |
| 1987 |     | AP: 489 (4)        | PSOE: 534 (5) | IU: 214 (2)     | No hubo más candidaturas |
| 1991 |     | PP: 528 (5)        | PSOE: 521 (4) | No participaron | No hubo más candidaturas |
| 1995 |     | PP: 587 (5)        | PSOE: 509 (4) | No participaron | No hubo más candidaturas |
| 1999 |     | PP: 495 (5)        | PSOE: 431 (4) | IU-CE: 97 (0)   | No hubo más candidaturas |
| 2003 |     | PP: 535 (5)        | PSOE: 371 (4) | IU-SIEX: 41 (0) | No hubo más candidaturas |
| 2007 |     | PP-EU: 484 (5)     | PSOE: 375 (4) | No participaron | No hubo más candidaturas |
| 2011 |     | PP: 462 (4)        | PSOE: 475 (5) | No participaron | No hubo más candidaturas |
| 2015 |     | PP: 484 (6)        | PSOE: 285 (3) | No participaron | No hubo más candidaturas |

Desde 1979, Castilblanco ha tenido los siguientes alcaldes:
| Periodo   | Nombre                                                                | Partido |
| --------- | --------------------------------------------------------------------- | ------- |
| 1979-1983 | 1979-1982: Francisco Pérez Blanca 1982-1983: Cristeto Casasola Corral | AE PSOE |
| 1983-1987 | Nicolás Cortina Montero                                               | PSOE    |
| 1987-1991 | Nicolás Cortina Montero                                               | PSOE    |
| 1991-1995 | Gerardo Galán Marrupe                                                 | PP      |
| 1995-1999 | Gerardo Galán Marrupe                                                 | PP      |
| 1999-2003 | Ángel Rodríguez de la Rubia Galán                                     | PP      |
| 2003-2007 | Ángel Rodríguez de la Rubia Galán                                     | PP      |
| 2007-2011 | Ángel Rodríguez de la Rubia Galán                                     | PP-EU   |
| 2011-2015 | Rafael Delgado Corral                                                 | PSOE    |
| 2015-2019 | María de los Ángeles Merino Bermejo                                   | PP      |
| 2019-2023 | María de los Ángeles Merino Bermejo                                   | PP      |
| 2023-act. | Eusebio Fernández Casasola                                            | PSOE    |

## Economía
A fecha de diciembre de 2007, destaca el sector servicios, en el que trabaja el 48,97% de la población activa. Menos de un tercio de la población, el 27,16%, se dedica a la agricultura. El 20,58% trabaja en la construcción y solo un 3% en la industria, siendo éste el sector de actividad menos predominante en la localidad.

### Sector primario
Agricultura

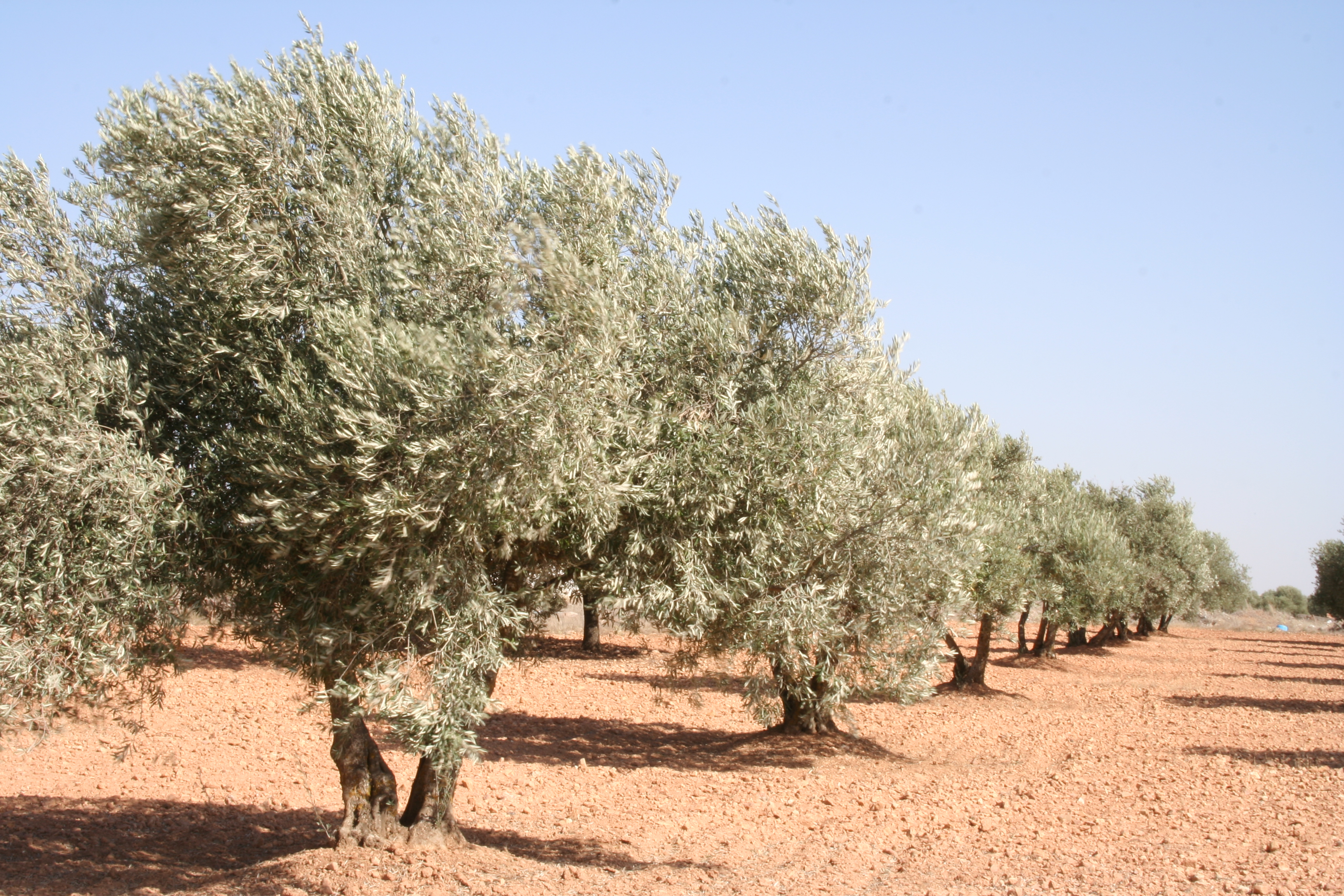
El olivar es el principal cultivo agrícola de Castilblanco

En la superficie agrícola destacan las tierras arables (35 % de la superficie), los pastos (35 %) y el olivar (17 %). Las huertas y los cultivos de invernadero son escasos, ocupando menos del 1 % de la superficie agrícola. El viñedo y los frutales están presentes pero en una proporción también muy reducida. Más del 90 % de las tierras arables corresponden a cultivos de secano. El regadío está muy poco extendido, a pesar de situarse la villa muy próxima a los embalses de Cíjara y García de Sola, cuyas aguas son más aprovechadas en un estadio posterior del curso del río Guadiana a su paso por las comarcas de La Serena y Vegas Altas.
En los terrenos de rañas del norte predomina el cultivo del olivar, alternado con pequeños bosques de encinas y pinos en los terrenos escarpados en torno a los cauces de los arroyos que recorren el territorio con orientación norte-sur. En la parte este del municipio, la que presenta un relieve más irregular, predominan los pastos, dehesas y bosques de encinas y pinos. En la zona oeste de terrenos con pendientes poco pronunciadas predomina la dehesa. En el sur, también de pendientes suaves, se alternan las dehesas y las tierras de pastos.
Ganadería

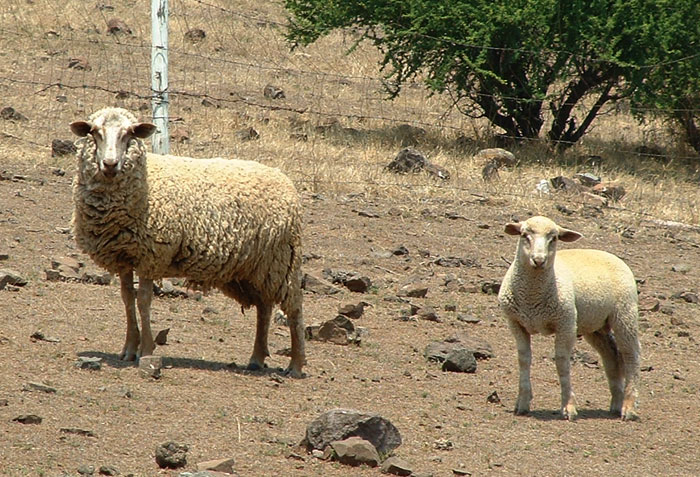
La ganadería ovina representa el 88 % de la cabaña ganadera

La ganadería en Castilblanco presenta una marcada especialización en ovino, que representa el 87,9 % del total de unidades ganaderas. La ganadería ovina se destina a la producción de lana, leche y carne de cordero. El cordero criado en Castilblanco forma parte de la indicación geográfica protegida (IGP) Cordero de Extremadura.
La cría de ganado bovino, con el 4 % del total de unidades ganaderas, y apícola, con el 3 %, son respectivamente la segunda y tercera actividad ganadera. El porcino representa el 2,8 %, el caprino el 1,2 % y el avícola el 1,1 %. El municipio es zona de crianza de los cerdos a partir de los que se producen jamones y paletas protegidos por la denominación de origen Jamón de Huelva y la ternera forma parte de la IGP Ternera de Extremadura.
Por Castilblanco pasa la Cañada Real Leonesa Oriental, vía trashumante que comunica las provincias de León y Badajoz. En el segundo fin de semana de septiembre se celebra la feria ganadera Rodeo de Castilblanco.

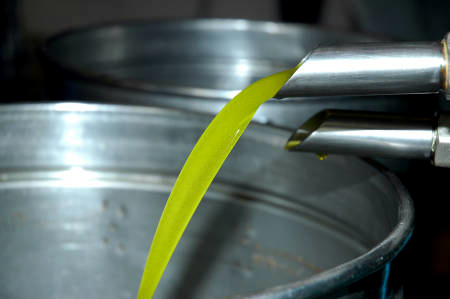
La producción de aceite de oliva es una de las principales industrias

### Sector secundario
Industria agroalimentaria
El sector secundario se concentra fundamentalmente en la industria agroalimentaria asociada a las actividades primarias principales en el municipio: el aceite de oliva, procedente del olivar, principal cultivo agrícola, y la industria del queso, obtenido de la leche de oveja, principal especie ganadera, y también de la leche de cabra. El queso de Castilblanco tiene fama desde antiguo (véase Gastronomía).
Tras las industrias del aceite de oliva y del queso se sitúa en importancia la vinícola. En Castilblanco se produce vino de pitarra con la indicación geográfica protegida Vino de la Tierra de Extremadura.

### Sector terciario
Turismo
| Plazas hoteleras de Castilblanco en 2014 | Plazas hoteleras de Castilblanco en 2014 | Plazas hoteleras de Castilblanco en 2014 |
| Tipo                                     | Establecimientos                         | Plazas                                   |
| ---------------------------------------- | ---------------------------------------- | ---------------------------------------- |
| Casas rurales                            | 1                                        | 9                                        |
| Albergues                                | 1                                        | 54                                       |
| TOTAL                                    | 2                                        | 63                                       |

Castilblanco, como toda la comarca de Cijara y las vecinas de La Siberia y La Serena, es un punto de referencia en el turismo de embalse, gracias a su situación entre dos grandes lagos artificiales: el Cijara y el García de Sola. También son importantes el turismo ecológico, el turismo ornitológico (asociado a la zona de especial protección para las aves Sierra de los Golondrinos-Puerto Peña), el cinegético y el turismo religioso, debido este último a la localización de Castilblanco en la recta final del Camino de Guadalupe de Levante.
En la villa existe una casa rural con capacidad para 9 personas y un albergue con capacidad para 54 personas. En total, el municipio dispone de una capacidad de alojamiento de 63 plazas.
Mercado inmobiliario
El 84 % de las viviendas principales se tienen en régimen de propiedad. El 53 % de las viviendas principales son propias por compra y totalmente pagadas, el 11 % propias por compra con pagos pendientes y el 21 % propias por herencia o donación.
El mercado más desarrollado es el de vivienda de segunda mano. El 88 % de las transacciones de viviendas realizadas desde el año 2004 han sido transacciones de viviendas de segunda mano, mientras que solo el 12 % han correspondido a vivienda nueva.

### Distribución del ingreso
Castilblanco presenta un nivel de desigualdad en la distribución del ingreso relativamente reducido. En el año 2020, el índice de Gini en Castilblanco era igual a 27, valor similar aunque algo por debajo de los de los municipios de su entorno, como Fuenlabrada de los Montes (28.1), Herrera del Duque (29.3) y Valdecaballeros (30.2). También es menor a los de las ciudades más grandes de Extremadura (Cáceres, 30.8; Mérida, 32.4; Badajoz, 33.1) y, con mayor diferencia, a los de las grandes ciudades españolas (Barcelona, 35.7; Madrid, 38.1).
La misma conclusión se alcanza al observar la ratio de ingresos p80/p20. Esta ratio es igual a 2.2 en Castilblanco, algo por debajo de los municipios de su entorno (Herrera, 2.3; Fuenlabrada, 2.4; Valdecaballeros, 2.4) y de las grandes ciudades de Extremadura (Cáceres, 2.7; Mérida, 2.9; Badajoz, 2.9) y de España (Barcelona, 3.1; Madrid, 3.4).

## Transportes
Carreteras
Las principales vías de acceso a Castilblanco son, por el norte, la nacional N-502, que comunica con Talavera de la Reina, por el oeste, la provincial BA-049 y, por el sudoeste, la autonómica EX-316.
| N-502  | N-502  | Carretera nacional   | La Serrada (Ávila) - Espiel (Córdoba)                |
| EX-316 | EX-316 | Carretera autonómica | EX-116 - N-502 (Castilblanco)                        |
| BA-049 | BA-049 | Carretera provincial | Límite de provincia de Cáceres (Alía) - Castilblanco |

Autobús
La estación de autobuses está situada en la calle de la Capellanía. En ella operan varias compañías de autobuses que ofrecen conexiones diarias con las principales ciudades españolas como Madrid, Barcelona y Zaragoza, así como con la práctica totalidad de los municipios de las comarcas extremeñas de Cijara, La Siberia y La Serena.

## Educación
La localidad cuenta con un colegio público, el Colegio Público Carlos V, situado en la avenida homónima. Dicho colegio dispone de 7 aulas para clase y alberga a 20 alumnos de infantil y 45 de primaria, repartidos los de infantil en dos unidades y los de primaria en tres. La pista polideportiva del colegio está al servicio de la población durante las horas no lectivas. Los castilblanqueños estudian secundaria y bachillerato en el IES Benazaire, que tiene su sede en el vecino municipio de Herrera del Duque. También cuenta la villa con la Escuela de Música de Castilblanco.
En términos generales, el nivel educativo de la población es bajo. En el año 2001 Castilblanco era el sexto municipio de más de 100 habitantes en Extremadura con mayor tasa de población analfabeta y sin estudios, estando en esta situación el 53,8 % de la población, una tasa mayor que la media extremeña (23,9 %) y muy por encima de la española (15,3 %). El porcentaje de población con estudios superiores es menor del 5 %, mientras que en el conjunto de Extremadura representa el 9,51 % y en España el 12,61 %.

## Patrimonio

### Religioso

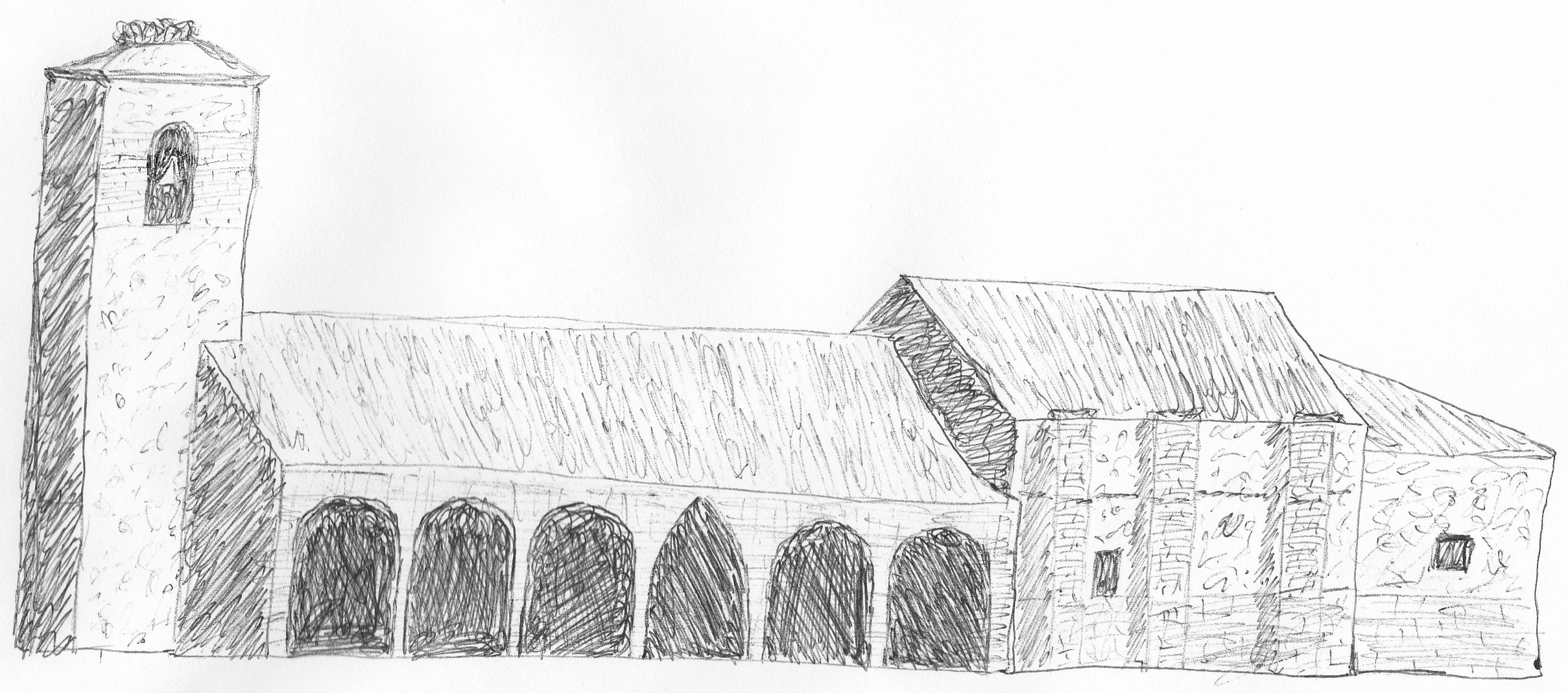
Dibujo de la Iglesia de San Cristóbal

- Iglesia de San Cristóbal: El templo es originario del siglo xv y de estilo mudéjar, ejecutado en mampostería y ladrillo de aparejo toledano. El campanario era una de las torres de la fortaleza templaria original, así como algunos de sus muros. Está dividido en tres naves, la central más alta y rematada en un ábside con bóveda de cuarto de naranja.
- Ermita de San Matías: Muestra de la arquitectura popular, obra remozada en el siglo XVI, de fábrica de sillarejo. Consta de una sola nave dividida en cuatro tramos con cubierta de madera a dos vertientes y cabecera plana a dos espacios con bóvedas de lunetas. Por el costado de la solana hay un pórtico que sirve de refugio a peregrinos y caminantes. Se encuentra a un kilómetro del núcleo de población y es el centro de la fiesta de los Ranchos.

### Civil
- Castro del Cerro de la Barca: se trata de un castro prerromano fechado entre los siglos VII y VI a. C. situado en un cerro en la confluencia de los ríos Guadiana y Guadalupe. Pueden distinguirse una parte alta, fortificada, y una parte baja extramuros. Las murallas están realizadas en mampostería, con torres cuadradas y rectangulares. Presenta estructuras tanto circulares como rectangulares.
- Yacimiento de El Jardal: el yacimiento de El Jardal es un yacimiento arqueológico de finales del  siglo V a. C. localizado en la orilla del río Guadiana, a 3,5 km del núcleo de población. El yacimiento consta de un poblado situado sobre un pequeño cerro y una necrópolis a sus pies.
- Barrios de El Picocerro y de El Perchel: Por estos nombres se conoce una zona de la localidad, sin entidad administrativa,[40] situada en el sudeste del área urbanizada del municipio. El urbanismo de esta zona se compone de calles estrechas y edificaciones propias de la arquitectura popular, principalmente pequeñas viviendas de una única planta baja, ejecutadas en mampostería de ladrillo o adobe con cubierta de teja y fachada encalada.
- Palacio de Cijara: palacio construido en el  siglo xix por el conde de Villapadierna en estilo historicista neomedieval. Se sitúa en la orilla del río Guadiana, a 5 km del núcleo de población.
- Flecha olímpica de los juegos Barcelona 92: La flecha olímpica original que encendió el pebetero de los Juegos Olímpicos Barcelona 92 se encuentra en Castilblanco. Fue donada por su creador, el especialista en efectos especiales cinematográficos Reyes Abades, natural de la localidad. Según el protocolo, la flecha olímpica debería haber sido expuesta en la ciudad de Barcelona, donde se celebraban los juegos, pero su creador se negó y la donó a su pueblo natal para que fuera expuesta allí.[41] Se puede visitar la flecha en el Ayuntamiento, situado en la plaza de España.

### Militar
- Búnkeres de la Guerra Civil Española: en el cauce del río Guadalupe, en su margen derecha, se encuentran dos búnkeres de la guerra civil española en muy buen estado de conservación. Uno de ellos es visitable durante todo el año; el otro solo es visible cuando el caudal del río disminuye en verano, quedando cubierto por el agua al subir el caudal.

## Urbanismo

### Estructura urbana

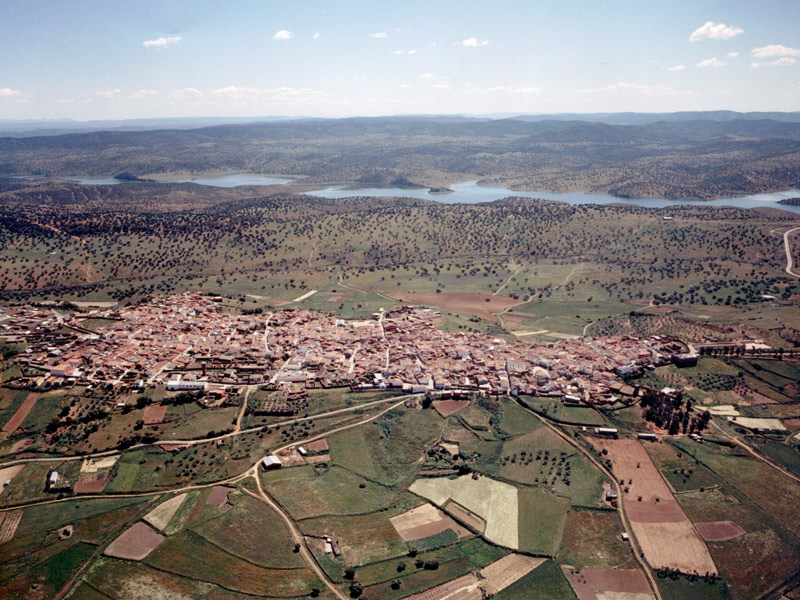
La estructura urbana de Castilblanco presenta una forma alargada

El área urbana de Castilblanco es alargada de norte a sur, con una longitud de 1,5 km entre sus extremos y una anchura media de 500 m entre sus límites este y oeste. Pueden distinguirse dos áreas de diferente plano urbano. La mitad sur del municipio, formada por los barrios del Picocerro, El Perchel y El Castillo, es la parte más antigua, cercana a la iglesia de San Cristóbal y por tanto incluye parte del recinto urbano que encerraba la muralla medieval. Por ello, presenta el plano irregular propio de la ciudad medieval, con calles estrechas generalmente sin aceras. La mitad norte, de urbanización más tardía, conformada por los barrios de Los Poetas, Conquistadores y El Abanico está estructurada en torno a calles más anchas y más largas, rectas y con aceras. Las manzanas tienen por tanto una forma más regular, aunque en todo caso no se trata de un plano puramente ortogonal. El barrio de Las Luces, en el centro de la villa, presenta una estructura urbana de transición, en el que las calles estrechas y sinuosas enlazan con las grandes calles que nacen en el barrio y recorren toda la parte norte de la villa.

### Arquitectura
La arquitectura de Castilblanco sigue los modelos básicos predominantes en los municipios de pequeño y mediano tamaño en Extremadura y en las provincias de Sevilla y Córdoba. Predominan las edificaciones en dos o tres alturas. El 88 % de los edificios de la villa son viviendas unifamiliares, mientras que solo el 5,5 % son edificios con varias viviendas. La mayor parte de las viviendas son unifamiliares adosadas, habitualmente con patio trasero, siguiendo el modelo de ciudad compacta. En las fachadas el color más habitual es el blanco, con friso azul grisáceo. Las cubiertas son invariablemente de teja árabe roja.
Según datos del año 2001, el parque inmobiliario residencial de Castilblanco se encuentra en términos generales en buenas condiciones de conservación: el 85 % de las viviendas se encuentra en buen estado, el 13 % en estado deficiente y solo el 3 % en estado ruinoso.

### Principales calles y plazas
Las dos principales calles de Castilblanco son la avenida de Extremadura y la calle de Francisco Naveso, que recorren paralelamente la mitad norte del municipio con orientación norte-sur. Estas son las calles más largas (alrededor de 500 m) y más anchas de la villa. En la mitad sur es importante la avenida de Carlos V, que actúa como entrada a la villa por el sur hasta la plaza de España. Esta es la principal plaza, junto con la del Doctor Seco, situada esta última en el centro de la villa.

### Parques y jardines
El parque de mayor extensión de Castilblanco es el paraje de San Matías, con unas 10 hectáreas, situado a las afueras del área urbanizada. En él se encuentra la ermita de San Matías y es el lugar de celebración de los Ranchos y el Rodeo de Castilblanco. Otros parques situados dentro de la trama urbana de la villa son el parque de Rodrigo Martín y el parque de la Capellanía.

## Cultura

### Instalaciones culturales
Castilblanco cuenta con un auditorio, la Casa de la Cultura, y una biblioteca pública, la Biblioteca Juan Caballero.

### Eventos culturales
Entre los festivales de música que se celebran en Castilblanco se encuentran el Ranchos Festival, celebrado durante los Ranchos en el primer fin de semana del mes de mayo.

## Patrimonio cultural inmaterial

### Fiestas
- Candelas: se trata de una fiesta religiosa, organizada por las mujeres solteras del pueblo cada 2 de febrero. Se representa a Jesús en el Templo. Los niños bautizados en ese año son presentados ante la iglesia y a cada madre se le da una vela encendida. A continuación hay una procesión por las calles del pueblo, llevando la virgen una vela encendida, que según la tradición si al llegar a la iglesia entra encendida el invierno habrá pasado, de lo contrario aún hará mal tiempo. Después se celebra misa, en la que se canta una canción especial cuando las chicas llevan a la virgen a presentar al niño. También se ofrece a la virgen una rosca grande de candelilla, que después se rifa en el vecindario. Tras finalizar la misa, la mayordoma celebra un convite para el pueblo. Después por la tarde y tras el ofertorio es la madrina la que festeja otro convite, donde normalmente se hace el nombramiento de la mayordoma y madrina que estarán al año siguiente.
- Ranchos: es la fiesta más popular entre los habitantes de la localidad y de la comarca. Es una celebración en honor a San Matías, destinada a pedir la fertilidad de los campos. La fiesta tiene lugar el primer fin de semana del mes de mayo. La población se traslada al paraje de San Matías, donde se combinan actos de carácter religioso y puramente festivo. Los grupos de amigos o familiares se reúnen durante los cuatro días que dura la celebración y montan sus "chiringuitos", donde pasan el día comiendo, bebiendo y divirtiéndose.
- San Juan: en la víspera de San Juan los jóvenes recorren las calles de la villa durante la madrugada pintando en las fachadas de las jóvenes versos declaratorios y macetas con flores. Estas declaraciones se pintan con una mezcla de agua y cemento, lo que hace fácil su limpieza.
- San Cristóbal: son las fiestas en honor al patrón de la localidad. Por bula papal la festividad de este santo es en Castilblanco el primer lunes de agosto. Las celebraciones se desarrollan de jueves a lunes. Durante estos días se suceden las actividades culturales, festivas y deportivas. El sábado por la mañana se celebra un encierro de vaquillas por las calles de la localidad hasta la plaza de toros y por la tarde suele haber una corrida mixta de rejones y a pie, terminando con la suelta de vaquillas para los jóvenes. El lunes tienen lugar los actos religiosos con misa, procesión y posterior bendición de vehículos. Se reparten dulces y ramos de albahaca. Este día tiene también lugar un concurso gastronómico, donde no faltan los ajoblancos, sopas de tomate, pisto o la caldereta.
- Rodeo de Castilblanco: el fin de semana más cercano al 14 de septiembre se desarrolla en el paraje de San Matías la tradicional feria ganadera de Castilblanco. Fue en su día muy conocida y afamada tanto en la región como en las provincias limítrofes. Hoy su carácter es meramente expositivo y a nivel local. El ayuntamiento y los ganaderos invitan a todos los asistentes a una degustación de migas por la mañana y una comida a base de caldereta al mediodía. Mientras en el pueblo hay actividades de todo tipo con concursos gastronómicos, infantiles, etc., para culminar con verbena popular hasta altas horas de la madrugada. Las fiestas duran tres días.
- Calbote: se celebra el 1 de noviembre, día de todos los santos. La tradición consiste en pasar un día en el campo y el plato tradicional de la fiesta son las castañas asadas.

### Gastronomía
La abundante caza y pesca de la zona permite guisos como las calderetas de cabrito, cordero o venado con productos de huerta. Existen singularidades como el jilimoje (vísceras del cerdo, tocino... propio de las matanzas). Muy típicos son los escarapuches, en sus variedades de peces, magro de cerdo y de caza mayor.
El queso de Castilblanco es muy reconocido. En el libro de cocina El Practicón de Ángel Muro del siglo XIX se le citaba ya con el nombre de queso de Castilblanco y se le reconocía como uno de los mejores quesos de cabra de España. Es un queso de pasta blanda compactada, elaborado con leche cruda de cabra y salado por la aplicación de sal seca en su superficie.
En repostería destacan los rabos de calabacín, la candelilla y otros, todos ellos heredados de antiguas recetas, algunas de origen árabe o tal vez anterior.
En Castilblanco también se elabora la gloria, un licor típico a base de mosto y aguardiente de uva.

### Música
Castilblanco es uno de los municipios más ricos musicalmente de Extremadura. De las 750 piezas musicales recogidas en el Cancionero popular de Extremadura de Bonifacio Gil, obra de referencia en los estudios del folclore extremeño, 143 proceden de Castilblanco. Esto supone que el 19 % del corpus total recopilado en la región fue recogido en este municipio. Una de las canciones más interpretadas de la música tradicional de Extremadura es la Rondeña de Castilblanco.

## Deporte
El deporte con mayor presencia en Castilblanco es el fútbol, representado en la Primera Regional de Extremadura de la liga española de fútbol por la Sociedad Polideportiva Castilblanco. La petanca también es un deporte popular, representado por la Asociación de Petanca Virgen del Castillo.
La localidad dispone de pabellón polideportivo y gimnasio, ambos de titularidad pública. Fuera del área urbana se encuentra el Estadio Las Pedreras, también de propiedad municipal, que acoge los partidos como local de la Sociedad Polideportiva Castilblanco. Cuenta además con piscina y pistas de tenis.

## Personas notables
- Reyes Abades, especialista en efectos especiales cinematográficos.